# Misunderstood
Misunderstood – singel zespołu Bon Jovi wydany w 2002 za pośrednictwem wytwórni Island Records, promujący album Bounce. Autorami utworu są Jon Bon Jovi, Richie Sambora i Andreas Carlsson. Utwór znalazł się na ścieżce dźwiękowej do brazylijskiego serialu obyczajowego Mulheres Apaixonadas.
Singel uplasował się na 36. miejscu listy Hot Adult Top 40 Tracks, 19. Canadian Singles Chart, 39. Sverigetopplistan, 33. ARIA Charts i 57. w Szwajcarii.

## Spis utworów
Sporządzono na podstawie materiału źródłowego.
1. „Misunderstood”
2. „Everyday” (wersja akustyczna)
3. „Undivided” (Demo)
4. „Celluloid Heroes” (Live)